# Agabus affinis
Espèce
Agabus affinis est une espèce d'insectes de l'ordre des coléoptères, de la famille des dytiscidés.